# Enílton
Enílton Menezes de Miranda (*Río de Janeiro, Brasil, 11 de octubre de 1977) es un futbolista brasileño. Su posición en el campo es la de delantero y su primer equipo fue el Boavista SC.

## Clubes
| Club             | País   | Año       |
| ---------------- | ------ | --------- |
| Boavista SC      | Brasil | 1996      |
| FC Sion          | Suiza  | 1997-1998 |
| Yverdon          | Suiza  | 1999-2000 |
| FC Sion          | Suiza  | 2000-2001 |
| Coritiba         | Brasil | 2001      |
| Tigres UANL      | México | 2002      |
| Atlético Mineiro | Brasil | 2003      |
| Vitória          | Brasil | 2003-2004 |
| Juventude        | Brasil | 2005      |
| Palmeiras        | Brasil | 2006      |
| Omiya Ardija     | Japón  | 2007      |
| Vasco da Gama    | Brasil | 2007      |
| Sport Recife     | Brasil | 2008      |
| Paulista         | Brasil | 2009      |
| Paysandu         | Brasil | 2010      |
| Brasiliense      | Brasil | 2010-     |

## Palmarés

### Campeonatos estaduales
| Título                  | Club         | País   | Año  |
| ----------------------- | ------------ | ------ | ---- |
| Campeonato Baiano       | Vitória      | Brasil | 2004 |
| Campeonato Pernambucano | Sport Recife | Brasil | 2008 |

### Campeonatos nacionales
| Título         | Club         | País   | Año  |
| -------------- | ------------ | ------ | ---- |
| Copa de Brasil | Sport Recife | Brasil | 2008 |

- Datos: Q888029